# Хаджич, Горан
Го́ран Ха́джич (серб. Горан Хаџић, Goran Hadžić; 7 сентября 1958, Винковцы, СР Хорватия, СФРЮ — 12 июля 2016, Нови-Сад, Сербия) — государственный и политический деятель Республики Сербская Краина, сербского происхождения. Второй президент Республики Сербская Краина во время войны на Балканах, с 26 февраля 1992 года до 1993 года. Был лидером сербской общины во время войны в Хорватии.

## Биография
Родился 7 сентября 1958 года в Винковци. До войны в Хорватии Хаджич работал на складе сельскохозяйственного комбината.
Политическую активность начал в юности как член Союза коммунистов Югославии. В конце 1980-х годов, Хаджич вступил в Сербскую демократическую партию и быстро сделал карьеру.
В 1990 году Хаджич вступил в созданную в Хорватии Сербскую демократическую партию. В июне того же года он был избран главой её отделения в Вуковаре.
В 2004 году против Горана Хаджича Международным трибуналом по бывшей Югославии (МТБЮ) были выдвинуты обвинения в военных преступлениях, с этого времени он был объявлен в розыск Интерполом. Утром 20 июля 2011 года Хаджич был арестован на севере Сербии и 22 июля экстрадирован в Гаагу. 25 июля 2011 года первым заседанием суда стартовал процесс над ним Хаджич обвиняется в преследовании, депортации, бессмысленном уничтожении и разграблении имущества, уничтожении, убийствах, задержании, пытках и жестоком обращении с хорватами и другими представителями несербского населения. В феврале 2014 года суд отклонил ходатайство, поданное защитой об оправдании Хаджича.
В феврале 2015 года у Хаджича был диагностирован рак мозга в неоперабельной стадии. 14 апреля 2015 года трибунал принял решение временно освободить Хаджича для лечения в Сербии. 16 апреля он прибыл в Белград. 12 июля 2016 года после продолжительной болезни Хаджич скончался в Клиническом центре Воеводины в городе Нови-Сад.
14 июля 2016 года похоронен на городском кладбище Нови-Сада.